# أرموند شارل غيمينو
أرموند شارل غيمينو (بالفرنسية: Armand Charles Guilleminot) (و. 1774 – 1840 م) هو دبلوماسي، وسياسي، وضابط فرنسي، ولد في دونكيرك، توفي في بادن بادن، عن عمر يناهز 66 عاماً.

## مناصب
تولى منصب سفير فرنسا لدى الدولة العثمانية ‏ (1823–1832)
- member of the Chamber of Peers ‏
- Pair of France ‏
- سفير

.

## جوائز
حصل على جوائز منها:
- وسام الصليب الأكبر لجوقة الشرف
- فارس ترتيب سانت ميشيل
- Knight of the Order of the Holy Spirit  [لغات أخرى]‏
- Grand Cross of the Royal and Military Order of Saint Louis ‏
- أسماء منقوشة تحت قوس النصر بباريس